# Heliconius atrosecta
Heliconius atrosecta är en fjärilsart som beskrevs av Riffarth 1900. Heliconius atrosecta ingår i släktet Heliconius och familjen praktfjärilar. Inga underarter finns listade i Catalogue of Life.